# Psilocybe cyanescens

## Psilocybe cyanescens
Psilocybe cyanescens (Wakef.), Trans. Br. mycol. Soc. 29: 141 (1946), è un fungo allucinogeno meno noto e frequente della P. cubensis. Comunemente nota come wavy cap (cappello ondulato), è una specie di fungo psicotropo appartenente alla famiglia delle Hymenogastraceae. È conosciuta principalmente per il suo alto contenuto di psilocibina, un composto allucinogeno naturale che agisce sul sistema nervoso centrale. Il nome della specie fa riferimento alla caratteristica colorazione blu (dal greco kyanós) che si manifesta nei punti in cui il fungo viene toccato o danneggiato, a causa dell’ossidazione dei suoi composti attivi.

### Descrizione morfologica
- Cappello: largo 1,5–5 cm, convesso da giovane, piano con margine ondulato da maturo. Superficie viscida da umida, color caramello che schiarisce essiccandosi. Vira al blu se danneggiato.
- Lamelle: fitte, adnate o leggermente decorrenti, crema da giovani, poi porpora scuro.
- Gambo (stipite): 3–6 cm, sottile, biancastro con tendenza al blu nei punti toccati.
- Spore: in massa porpora scuro, ellissoidali e lisce.
- Odore e sapore: farinacei.

### Habitat e distribuzione
Psilocybe cyanescens cresce in ambienti umidi e temperati, in particolare su materiale legnoso in decomposizione (trucioli, cortecce, pacciamature). È una specie saprotrofa. Originaria probabilmente della costa nord-occidentale degli Stati Uniti, si è naturalizzata in Europa, Australia e Nuova Zelanda. Fruttifica in autunno e inizio inverno, dopo periodi umidi.

### Composti attivi ed effetti
Contiene:
- Psilocibina
- Psilocina
- Baeocistina

Una volta ingerita, la psilocibina si converte in psilocina, che agisce sui recettori serotoninergici (5-HT2A). Gli effetti includono:
- Alterazioni visive e uditive
- Percezione distorta del tempo e dello spazio
- Euforia o ansia
- Introspezione intensa

La potenza varia in base alla dose, alla sensibilità individuale e all’ambiente.

### Status legale e uso
La psilocibina e la psilocina sono classificate come sostanze stupefacenti in molte nazioni. Di conseguenza:
- In Italia, sono inserite nella Tabella I (DPR 309/1990). Il possesso e la coltivazione intenzionale di funghi psilocibinici è vietato.
- In altri Paesi europei, la legislazione varia. Nei Paesi Bassi, ad esempio, i truffle (forme ipogee contenenti psilocibina) sono legali, ma i funghi no.
- In alcune zone degli Stati Uniti (es. Oregon, Denver, Oakland), l’uso personale è stato depenalizzato.

Negli ultimi anni, la specie è stata oggetto di numerosi studi clinici per il trattamento di:
- Depressione resistente
- Ansia nei pazienti terminali
- Disturbi post-traumatici da stress (PTSD)
- Dipendenze

Questi studi si svolgono però in ambienti clinici controllati, con personale specializzato.

### Rischi e precauzioni
- Possibili effetti psicologici intensi o destabilizzanti
- Crisi di ansia o panico, soprattutto in ambienti non sicuri
- Interazioni con psicofarmaci
- Rischio di scambio con specie velenose, come alcune Galerina (letali)

### Curiosità
- Il nome "wavy cap" deriva dal margine ondulato del cappello maturo.
- Cresce raramente su letame, al contrario di molte Psilocybe.
- È tra le specie più potenti del genere, per concentrazione di principi attivi.